# William Calley
William Laws Calley, född 8 juni 1943 i Miami, Florida, död 28 april 2024 i Gainesville, Florida, var en amerikansk krigsförbrytare och tidigare officer i USA:s armé (löjtnant) som tjänstgjorde under Vietnamkriget.
Calley pekades ut som huvudansvarig för My Lai-massakern 1968 där i stort sett alla byns drygt 500 invånare mördades av amerikanska soldater. Calley dömdes för delaktighet i 22 av de 109 mord han åtalades för och blev därmed den ende i sitt förband som fick bära rättsligt ansvar för händelsen. Calley försvarade sig med att han endast verkställde en order från sin närmast överordnade, kapten Ernest Medina, när han beordrade sitt kompani att döda alla i byn. Enligt överlevande vittnen sköt Calley själv bland annat ett tvåårigt barn. Calley dömdes 1971 till livstids fängelse vid United States Disciplinary Barracks, men straffet omvandlades till husarrest av USA:s president Richard Nixon. Calley benådades 1974 efter att ha avtjänat tre och ett halvt år av sitt straff.